# Potami (Cypr)
Potami (gr. Ποτάμι) – wieś w Republice Cypryjskiej, w dystrykcie Nikozja. W 2011 roku liczyła 558 mieszkańców.